# Paul Ambrosi
Paul Ambrosi (Guaranda, 14 oktober 1980) is een voormalig Ecuadoraanse profvoetballer.

## Clubcarrière
Ambrosi, van Italiaanse afkomst, is een verdediger en kwam twaalf seizoenen uit voor LDU Quito, voordat hij in 2009 vertrok naar Rosario Central. Daar bleef hij slechts één seizoen, waarna hij terugkeerde naar LDU Quito.

## Interlandcarrière
Ambrosi kwam tevens uit voor het nationale elftal van Ecuador. Hij speelde zijn eerste interland op 20 augustus 2003 tegen Guatemala en maakte deel uit van de selectie voor het WK voetbal 2006. Hoewel hij alle wedstrijden in de voorbereiding speelde, kwam hij op het WK slechts een keer in actie. Ambrosi speelde in totaal 35 interlands waarin hij niet tot scoren kwam.
| WK-statistieken                | Club      | Positie    | W |   |   | D | A |   |   |   |
| ------------------------------ | --------- | ---------- | - | - | - | - | - | - | - | - |
| Ecuador op het WK voetbal 2006 | LDU Quito | Verdediger | 1 | 0 | 0 | 0 | 0 | 0 | 0 | 0 |

## Erelijst
LDU Quito
- Campeonato Ecuatoriano

2003, 2005 (A), 2007
- Copa Libertadores

2008
- Copa Sudamericana

2009